# René Rosasco
René Rosasco (Callao, Perú, 29 de octubre de 1924-3 de agosto de 2006) fue un futbolista peruano que jugaba como centrocampista. Desarrolló la mayor parte de su trayectoria  en Club Atlético Chalaco, club histórico del primer puerto del Perú, el Callao.
Fue apodado y ampliamente conocido como "el mocho", debido a un  rasgo congénito en su mano izquierda, lo cual no le impidió tener una trayectoria destacada y ser uno de los principales referentes deportivos del "León Porteño".

## Trayectoria
Se inició en el club Progresista Apurímac en la Liga del Callao y luego participó con este equipo en la Liga Regional de Lima y Callao. En 1943 pasó a Atlético Chalaco de la Primera División del Perú donde fue campeón del torneo de 1947 siendo titular como half izquierdo. Al año siguiente logró el subtítulo del campeonato de 1948 con el cuadro rojiblanco.
En 1949 emigró a Colombia durante la época denominada "El Dorado" e integró el equipo de Deportivo Independiente Medellín que contaba con 12 futbolistas peruanos y fue conocido como "La Danza del Sol".
Regresó a Perú en 1951 para jugar nuevamente en Atlético Chalaco hasta su retiro en 1959. En esos años integró el equipo que fue conocido como "Ballet Porteño" y fue subcampeón de los torneos de 1957 y 1958.

## Selección nacional
Fue internacional con la Selección de fútbol del Perú en 7 partidos entre 1947 y 1953. Hizo su debut con la camiseta nacional durante el Campeonato Sudamericano 1947 en la derrota por 2-1 ante Chile el 9 de diciembre. También integró el plantel que participó en el Campeonato Panamericano de Fútbol jugado en Santiago de Chile en 1952.

### Participaciones en Copa América
| Copa América                 | Sede    | Resultado |
| ---------------------------- | ------- | --------- |
| Campeonato Sudamericano 1947 | Ecuador | Quinto    |

## Clubes
| Club                   | País     | Año        |
| ---------------------- | -------- | ---------- |
| Progresista Apurímac   | Perú     | 1940 -1942 |
| Atlético Chalaco       | Perú     | 1943 -1948 |
| Independiente Medellín | Colombia | 1949 -1951 |
| Atlético Chalaco       | Perú     | 1951 -1959 |

## Palmarés

### Títulos nacionales
| Título           | Club             | País | Año  |
| ---------------- | ---------------- | ---- | ---- |
| Primera División | Atlético Chalaco | Perú | 1947 |